# Побег (фильм, 2005, Россия)
«Побег» — художественный фильм, снятый в 2005 году в России. Режиссёром картины выступил Егор Кончаловский, а главную роль сыграл Евгений Миронов.
Сценарий Егора Кончаловского пресса поспешила сравнить с «Беглецом» («Fugitive», 1993), главную роль в котором исполнил Харрисон Форд, однако создатели картины опровергают это мнение. «Сценарий оригинальный, на „Беглеца“ не похож. Через месяц он будет опубликован в журнале „Искусство кино“, и все желающие получат возможность с ним ознакомиться», — сообщает представитель прокатчика картины. Над сценарием «Побега» работали Сергей Астахов, Дмитрий Котов и Олег Погодин.

## Сюжет
Преуспевающий нейрохирург Евгений Ветров каждое утро с радостью идёт на работу — его обожают сотрудники, боготворят спасённые пациенты, уважает руководство. Каждый вечер после работы он спешит домой, где его ждёт любимая жена Ирина. Единственное, что её не радует в их жизни — отсутствие детей, которых они не могут иметь из-за того, что у Ирины когда-то произошёл выкидыш. Они хотели усыновить мальчика из детского дома, но в последний момент Евгений передумал, хотя мальчик уже почти стал считать его своим отцом.
В день подписания важнейшего контракта с американскими инвесторами о создании нового медицинского центра неизвестный подсыпает яд в шампанское Ирине. Почувствовав себя плохо, она уезжает домой. В квартире её уже ждёт неизвестный, незадолго до этого прошедший мимо консьержки, которая по роковой случайности уронила очки и потому не разглядела его лица и решила, что это курьер, принёсший цветы на вечеринку у соседа Евгения. Евгений, выступавший с докладом, чувствует неладное, и, поручив закончить доклад своему коллеге, давнему другу и подопечному Соболеву, возвращается домой. Там он находит придушенную и избитую до полусмерти Ирину, берёт её на руки, пытаясь спасти, но она умирает. В это время в квартиру заходит подвыпивший на вечеринке сосед. Евгений, находясь в истерике и шоке, говорит ему фразу «Это я виноват», имея в виду то, что не смог вернуться домой раньше. Поскольку никто не видел настоящего убийцу, сам Евгений становится главным подозреваемым. Под давлением улик его быстро осуждают.
Во время этапа на поезде мать и сестра (Варя) одного из заключённых, притворившись торговкой продуктами и проституткой, пытаются организовать ему побег на стоянке. Варя соблазняет одного из конвоиров и они готовятся к сексу в углу вагона. Командир, не желая на это смотреть, выходит из вагона. Один из заключённых просит закурить и ударяет головой об решётку второго конвоира. В это время Варя протыкает сонную артерию первого конвоира скальпелем, спрятанным в эскимо, забирает у него пистолет и стреляет в третьего, у которого перед этим заклинило автомат. Взяв ключи у второго конвоира, добитого заключёнными, она отпирает решётку, но её и одного из заключённых убивает из автомата подоспевший командир, которого ранит из обреза, спрятанного в сумке-тележке, мать. Евгения, спавшего всё это время на своей полке, подзывает тот самый заключённый для помощи Варе, но та умерла. Раненый командир расстреливает кричащего от отчаяния заключённого и его мать, Евгений обезоруживает его, и тот умирает. После этого товарный поезд, загораживавший эшелон, отъезжает, и люди на платформе видят Евгения с автоматом в руках среди трупов.
Евгений убегает в лес и принимает решение вернуться в Москву, чтобы провести собственное расследование и найти настоящего убийцу. Ему приходится постоянно бежать от спецназовцев из ГУИН, которыми командует полковник Пахомов.
В лесу Евгений проваливается в яму, и ему первый раз является призрак жены, которая вселяет в него уверенность. Благодаря этому Евгений выбирается незадолго до прибытия на это место спецназа.
Несмотря на улики, Пахомов сомневается, что Ветров убил свою жену. Он хочет взять его живым и доказать его невиновность, в чём есть ещё один мотив: Пахомова дома ждёт маленькая дочь, тело которой медленно парализуется, а сделать сложнейшую операцию, которая спасёт девочку, способен только Ветров.
Евгений прячется в доме тестя, который, обнаружив его, ранит из ружья, считая виновным в смерти дочери и не родившегося внука. Евгений рассказывает, что он действительно ссорился в состоянии опьянения с беременной Ириной, но не бил, а выкидыш произошёл, потому что Ирина случайно оступилась. Тесть не желает слушать оправдания, но когда Евгений приставляет ствол к голове, показывая, что ему нечего терять и он готов быть застреленным на месте, верит ему, переодевает, даёт еды и денег и сажает в лодку. Сразу после того, как Евгений уплывает, неизвестный убивает тестя.
В лодке Евгению ещё раз является призрак жены, которая просит его жить дальше и усыновить того самого мальчика.
Наконец Ветров возвращается в Москву и пробирается по стене дома в свою квартиру. Влезть ему помогли навыки прыжков в воду (благодаря им же он ранее выжил при падении с вертолёта в озеро, и именно к этому отсылает начало фильма в бассейне). Там он специально ищет и находит в ковре улику, упущенную милицией, но которую он в день убийства мельком разглядел в руке умирающей Ирины — довольно редкую контактную линзу торической формы, которая принадлежала убийце. Коллега и соседка Евгения, доктор Светлана Полякова, которая тайно влюблена в него, верит в его невиновность и пускает жить к себе. Используя её ноутбук, Ветров всю ночь ищет адрес клиники, в которой изготавливают такие линзы, и наутро отправляет Светлану найти полный список заказчиков.
В тот день он снова сталкивается с Пахомовым и его напарником Сергеем Шкилем, которые уже верят в его невиновность, и поэтому берут с собой в клинику. По дороге Ветров изучает рентгеновские снимки парализованных рук дочери Пахомова и ставит диагноз: через неделю девочка станет полным инвалидом, а через месяц может умереть.
Светлана не получает список, так как для этого требуется официальный запрос. Тогда она звонит Соболеву, чтобы он помог ей организовать запрос, хотя Евгений запретил ей кому-либо звонить. Вскоре прибывают Пахомов и Шкиль. К собственному ужасу, они обнаруживают среди клиентов своего коллегу Топилина. Становится ясно, почему тот последнее время носил очки, куда отпрашивался, сославшись на больное сердце и почему пытался застрелить Евгения при преследовании, нарушив приказ Пахомова, которому пришлось в этот момент разбить ему очки.
В это время Топилин похищает Ветрова, чтобы убить и его. Пахомов встречает Топилина и всё объясняет: оказалось, что до событий фильма Соболев неудачно прооперировал жену Топилина, и она умерла. Ветров понимал, что Соболеву никогда это не простят, и поэтому взял вину на себя, так как ему такое простили бы. Их коллеги также по воле Евгения свалили вину на него из соображений корпоративной этики. А Соболев, который на самом деле ненавидел Ветрова, страшно завидуя его таланту, подговорил Топилина убить именно Евгения, а с Ириной Топилин расправился из мести за свою жену.
Узнав от Пахомова, какую страшную ошибку совершил, Топилин отправляется к Соболеву, чтобы всё исправить. Во время этой беседы Ветров вспоминает об убийстве, в приступе ярости отрывает трубу, к которой был прикован, сбегает из подвала, в котором его запер Топилин, и отправляется мстить Соболеву. Сначала он разбивает трубой машину Соболева, затем тот нападает на него и пытается задушить той же трубой. В этот момент появляется Топилин и убивает Соболева, после чего — себя. Невиновность Ветрова доказана.
Ветров оперирует дочь Пахомова, девочка спасена. В благодарность Татьяна, жена Пахомова, дарит Евгению рисунок «Одинокий человек в лодке», в котором Ветров узнаёт себя во время бегства. После этого он вновь приходит в тот детский дом и усыновляет того самого мальчика. Призрак Ирины наблюдает в окно за тем, как они общаются, улыбается и уходит.

## В ролях
| Актёр                 | Роль                                   |
| --------------------- | -------------------------------------- |
| Евгений Миронов       | Евгений Ветров хирург                  |
| Любовь Толкалина      | Татьяна Пахомова жена Алексея Пахомова |
| Алексей Серебряков    | Алексей Пахомов, полковник             |
| Андрей Смоляков       | Топилин подполковник                   |
| Виктория Толстоганова | Ирина Ветрова жена Евгения Ветрова     |
| Сергей Астахов        | Соболев хирург                         |
| Александр Мохов       | Василий проводник                      |
| Сергей Габриэлян      | Сергей Шкиль                           |
| Юрий Беляев           | Гурьев отец Ирины Ветровой             |
| Михаил Васьков        | эпизод                                 |
| Максим Дрозд          | эпизод                                 |
| Михаил Казаков        | эпизод                                 |
| Егор Клейменов        | эпизод                                 |
| Михаил Лукашов        | Михаил водитель такси                  |
| Егор Кончаловский     | продавец овощей и фруктов              |
| Евгений Князев        | сосед Ветрова                          |
| Ксения Лаврова-Глинка | Светлана Полякова врач                 |
| Олег Зима             | проводник поезда                       |
| Андрей Бутин          | Пётр Кадыков                           |

## Съёмочная группа
- Режиссёр: Егор Кончаловский
- Оператор: Антон Антонов
- Постановщики трюков: Олег Корытин , Игорь Новоселов
- Каскадёры: Александр Соловьёв, Сергей Головкин, Игорь Новоселов, Сергей Шолохов, Анатолий Филиппов

Кончаловский в 2011 высказывался: ""Побег" и кассу неплохую на то время собрал, и по телевидению его часто показывают. Там очень хорош Евгений Миронов".